# Анбар
Анбар (араб. الأنبار‎) — исторический город на территории провинции Анбар современного Ирака, находился на восточном берегу Евфрата.

## История
Примерно в 350 году Шапур II — правитель государства Сасанидов — примерно на этом месте основал город Пероз-Шапур. В 363 году город был взят императором Юлианом II и разрушен, но вскоре возродился вновь, а его название изменилось на «Анбар» (по-арабски «склад», «амбар», «арсенал»).
Город в первые века христианства был центром одноимённой несторианской епархии Ассирийской церкви Востока. 
Когда Ас-Саффах основал свой халифат, то сделал Анбар своей столицей. Эту роль город выполнял до основания Багдада в 762 году. Впоследствии Анбар пришёл в упадок и был заброшен.